# إبراهيم سليمانا
إبراهيم سليمانا، لاعب كرة قدم غاني في مركز الهجوم، ولد في 3 مارس 1987 في أكرا في غانا. شارك مع منتخب غانا تحت 20 سنة لكرة القدم. أما مع النوادي، فقد لعب مع أوردو سبور ونادي هارت أوف ليونز.

## وصلات خارجية
- إبراهيم سليمانا على موقع اتحاد تركيا (لاعب) (الإنجليزية)
- إبراهيم سليمانا على موقع قاعدة بيانات كرة القدم.إي يو (الإنجليزية)